# Waste (Mlodyskiny)
Waste è l'album di debutto del rapper polacco Mlodyskiny, pubblicato il 6 dicembre 2019 tramite l'etichetta LTE Boys Global.

## Promozione
Mlodyskiny annunciò l'imminente uscita dell'album pubblicando una foto su Instagram, raffigurante un tatuaggio con la scritta "Waste". Nella foto mostrata, il rapper aggiunse anche la didascalia "l'album è quasi pronto". Il 10 ottobre 2019 uscì Crystal Tears, primo singolo estratto dall'album, insieme a un video musicale; il 17 ottobre venne rilasciato il secondo singolo, 992, anch'esso con un video musicale. Il 18 novembre iniziarono le prevendite dell'album e il 9 dicembre 2019 venne pubblicato in versione fisica e digitale.

## Tracce
Testi e musiche di Mlodyskiny.
1. Asylum – 1:10
2. Szlam – 1:47
3. 992 – 2:28
4. Fear Factor – 2:31
5. 4D – 1:45
6. 0 0 – 3:26
7. Wasted – 1:46
8. Crystal Tears – 2:03
9. Sygnet – 2:28